# Hans Hohenester
Hans Hohenester (20 de marzo de 1917-28 de octubre de 2001) fue un deportista alemán que compitió para RFA en bobsleigh. Ganó una medalla de plata en el Campeonato Mundial de Bobsleigh de 1953, en la prueba cuádruple.

## Palmarés internacional
| Campeonato Mundial | Campeonato Mundial           | Campeonato Mundial | Campeonato Mundial |
| Año                | Lugar                        | Medalla            | Prueba             |
| ------------------ | ---------------------------- | ------------------ | ------------------ |
| 1953               | Garmisch-Partenkirchen (RFA) | Medalla de plata   | Cuádruple          |